# Unsaid
Unsaid är en EP av det svenska indierockbandet Starmarket, utgiven 1997 på Dolores Recordings. Titelspåret "Unsaid" fanns även med på studioalbumet Sunday's Worst Enemy (1997), medan övriga spår var tidigare outgivna.

## Låtlista
Alla låtar är skrivna av Starmarket.
1. "Unsaid"
2. "Last Verse"
3. "Choker"
4. "School"

## Personal
- Patrik Bergman - bas
- Fredrik Brändström - gitarr, sång
- Mats Hammarström - inspelning (spår 4)
- Pelle Henricsson - mastering, mixning, inspelning, producent
- Eskil Lövström - mastering, mixning, inspelning, producent
- Henrik Oja - inspelning (spår 4)
- Johan Sellman - gitarr
- Magnus Öberg-Egerbladh - trummor

### Fotnoter
1. 1 2  ”Unsaid”. Discogs.com. http://www.discogs.com/Starmarket-Unsaid/release/3135180. Läst 1 april 2012.